# NGC 6590
NGC 6590 (другие обозначения — NGC 6595, IC 4700, ESO 590-SC15, OCL 31, CED 157B, LBN 43, DG 150) — эмиссионная туманность с рассеянным скоплением в созвездии Стрелец.
Этот объект занесён в новый общий каталог несколько раз, с обозначениями NGC 6590, NGC 6595.
Этот объект входит в число перечисленных в оригинальной редакции «Нового общего каталога».